# Grupo do Extremo Leste

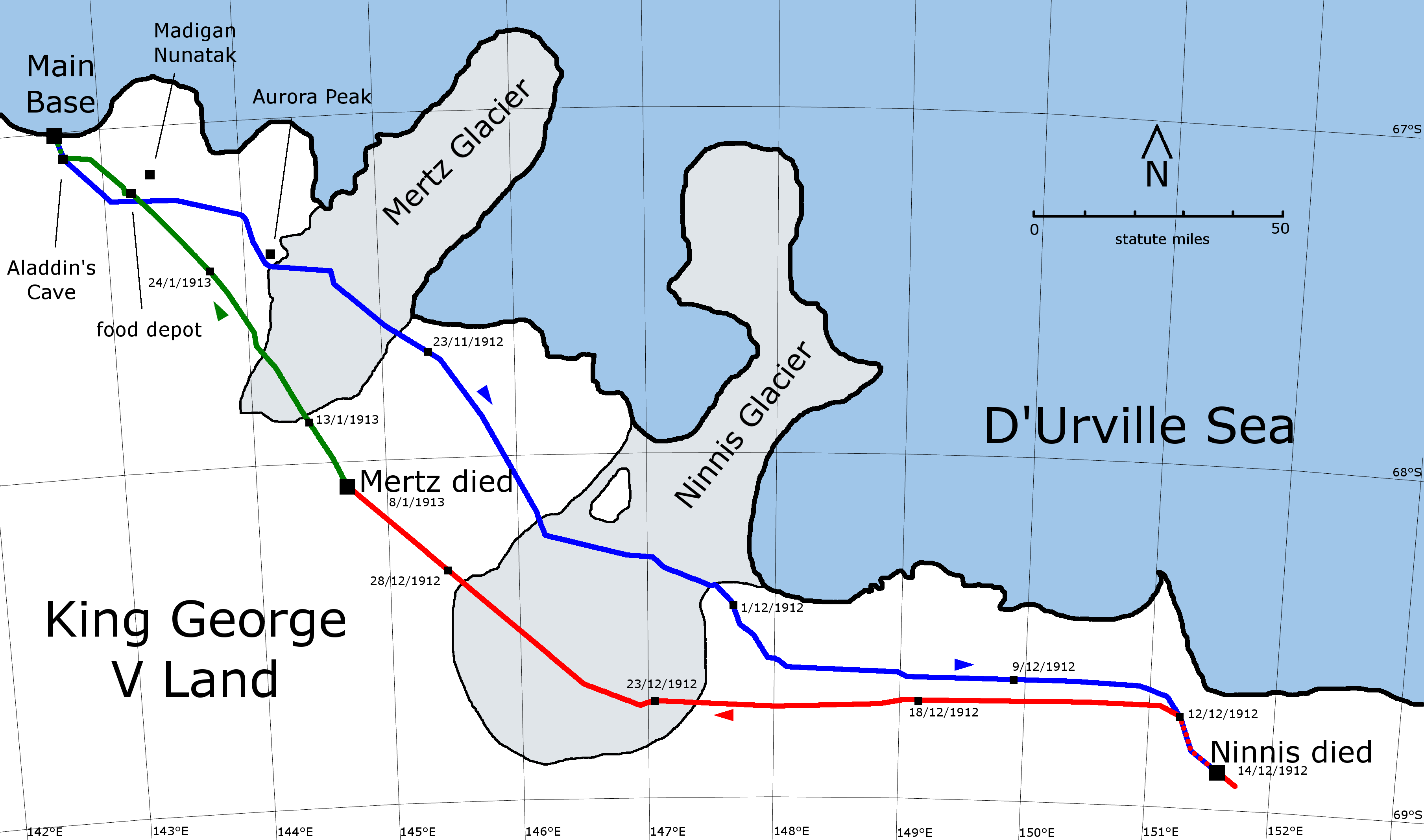
Rota do Grupo do Extremo Leste, desde a Base Principal em cabo Denison no noroeste, passando pelos glaciares de Mertz Niniis, e regresso.
Mawson, Mertz e Ninnis, 10 de Novembro – 14 de Dezembro de 1912
Mawson e Mertz, 14 de Dezembro de 1912 – 8 de Janeiro de 1913
Mawson sozinho, 8 de Janeiro – 8 de Fevereiro de 1913

O Grupo do Extremo Leste consistiu num grupo de homens da Expedição Antártica Australasiática (1911-14), que investigou as regiões costeiras inexploradas da Antárctida a oeste do cabo Adare. Liderado pelo comandante de expedição Douglas Mawson, o grupo tinha como objectivo explorar a área mais a leste da sua base principal na Terra Adélia, num percurso com cerca de 500 milhas (800 km) em direcção à Terra de Vitória. Acompanhando Mawson estavam Belgrave Edward Sutton Ninnis, um tenente dos Royal Fusiliers, e o especialista suíço em esqui Xavier Mertz; o grupo utilizou cães de trenó para aumentar sua velocidade através do gelo. Inicialmente, fizeram um bom progresso, atravessando dois grandes glaciares na sua rota de sul para leste.
A 14 de Dezembro de 1912, com o grupo a mais de 311 milhas (501 km) da segurança da base principal em cabo Denison, Ninnis e o seu trenó caíram numa fenda na neve provocado a morte do tenente. Com os suprimentos gravemente comprometidos, Mawson e Mertz mudaram de direcção para o oeste, e começaram a matar os cães remanescentes para obter alimentos para complementar as suas escassas rações. Ao atravessarem o primeiro glaciar na viagem de regresso, Mertz ficou doente, dificultando o progresso. Depois de quase uma semana de pouco progresso, Mertz morreu, deixando Mawson sozinho.
Durante quase um mês, Mawson puxou o seu trenó pela Antárctida, atravessando o segundo glaciar, apesar de uma doença que o enfraqueceu. Mawson alcançou a segurança relativa de Aladdin's Cave - um depósito de alimentos a 8,5 km (8,9 km) da base principal - em 1 de Fevereiro de 1913, ficando, no entanto, preso ali por uma semana devido a uma forte tempestade de neve no exterior. Como resultado, perdeu o navio de volta para a Austrália; o SY Aurora tinha partido no dia 8 de Fevereiro, algumas horas antes de regressar ao cabo Denison, depois de ter esperado mais de três semanas. Juntamente com um grupo de resgate, Mawson permaneceu em cabo Denison até o Aurora regressar no Verão seguinte, em Dezembro de 1913.
As causas da morte de Mertz e da doença relacionada com Mawson continuam incertas; um estudo de 1969 sugeriu hipervitaminose A, presumivelmente causado pelos fígados dos Huskies da Gronelândia que os homens comeram, e que agora se sabe serem anormalmente elevado em vitamina A. Embora esta seja considerada a teoria mais provável, outras opiniões sugerem exposição prolongada ao frio ou stress psicológico. Em 1976, o explorador e montanhista Sir Edmund Hillary considerou a viagem de um mês de Mawson como "provavelmente a maior história de sobrevivência solitária na exploração polar".